# Barra de Guabiraba
Barra de Guabiraba is een gemeente in de Braziliaanse deelstaat Pernambuco. De gemeente telt 13.623 inwoners (schatting 2009).